# Toshi Kasai
Pour les articles homonymes, voir Kasai.
Toshi Kasai est un producteur de disques, ingénieur, mixeur et multi-instrumentiste japonais. 
Il est surtout connu pour son travail de production vocale  avec des groupes de hard rock et de metal tels que The Melvins et Tool,,.
Outre ses productions enregistrées, Toshi a été membre du groupe Big Business et du groupe Lieutenant de Nate Mendel. Il est également membre d' Altamont et du Dale Crover Band. En 2019, il a assuré la première partie de Melvins et Redd Kross sous son propre nom, jouant du synthétiseur Moog sur oscilloscope et projections.

## Biographie
Hilbish Design a sorti une pédale conçue par Toshi appelée T-Fuzz. La pédale, comme les autres conceptions de pédales du fabricant, présente des illustrations de Mackie Osborne.
Il a également son propre projet appelé Plan D. Ce projet est similaire à un set de synthétiseur déclenché par batterie.
Le 12 mars 2020, Joyful Noise Recordings annonce la sortie de son projet : Plan D. Il est accueilli avec une couverture favorable par des médias tels que Rolling Stone. Il s'agit d'un système complexe de déclenchement de batterie,.
Le projet Plan D. comprend les batteurs :
- Dale Crover (Melvins, Redd Kross, Nirvana, Hew Time)
- Coady Willis (Big Business, Melvins, The Murder City Devils, Hew Time)
- Clem Burke (Blondie, Eurythmics)
- Matt Cameron (Pearl Jam, Soundgarden)
- Joe Plummer (Mister Heavenly, Cold War Kids, The Shins, Hew Time)
- Paul Christensen (Qui, hepa.Titus)
- Troy Zeigler (Serj Tankian, Juliette Lewis, Buckethead)
- Ches Smith (Secret Chiefs 3, Marc Ribot, Mary Halvorson)
- Matt Chamberlain (Fiona Apple, Bob Dylan, Bill Frisell)
- Danny Frankel (Lou Reed, Kamikaze Ground Crew, Urban Verbs, Bo Diddley)
- Gregg Bissonette (Ringo Starr, David Lee Roth, Electric Light Orchestra)
- Pej Mon (Satyasena, Secret Chiefs 3, Girth)
- Mindee Jorgensen (Dale Crover Band, Dangerously Sleazy, ModPods)
- Dave Lombardo (Slayer, Mr. Bungle, Misfits, Suicidal Tendencies)
- John Tempesta (The Cult, White Zombie, Testament)
- Stephen Perkins (Jane's Addiction, Porno For Pyros, Infectious Grooves)
- Kyle Stevenson (Helmet, Big Collapse)
- Angela Lese (Jax Hollow, Raelyn Nelson Band)

## Productions
Parmi les artistes qu'il produit, :
- Melvins
- Jello Biafra
- Helmet
- Nate Mendel (de Foo Fighters)
- Matt Cameron de Soundgarden / Pearl Jam

## Mixage et ingénierie
| Année | Groupe                             | Album                                                  | Rôle |
| ----- | ---------------------------------- | ------------------------------------------------------ | --- |
| 2000  | Capital Eye                        | Mood Swingz                                            | Ingénieur |
| 2002  | Melvins                            | Hostile Ambient Takeover                               | Ingénieur, mixage |
| 2004  | Jello Biafra et the Melvins        | Never Breathe What You Can't See                       | Ingénieur, mixage |
| 2004  | Dave Matthews Band                 | The Gorge                                              | Ingénieur, montage, montage numérique                                                                                                 |
| 2005  | Altamont                           | The Monkee's Uncle                                     | Ingénieur, ingénieur du son, Fender Rhodes, orgue                                                                                     |
| 2005  | Dave Matthews Band                 | Weekend on the Rocks                                   | Ingénieur, montage numérique |
| 2005  | Jello Biafra et The Melvins        | Sieg Howdy!                                            | Ingénieur |
| 2006  | Melvins                            | (A) Senile Animal                                      | Ingénieur, mixage |
| 2006  | Melvins                            | 2005 : A Live History of Gluttony and Lust             | Ingénieur, ingénieur du son |
| 2008  | Totimoshi                          | Milagrosa                                              | Ingénieur, ingénieur du son, mixage, guimbarde                                                                                        |
| 2008  | Tweak Bird                         | Reservations                                           | Producteur, guitare, synthétiseur, voix (chœurs), bruits                                                                              |
| 2009  | Brian Walsby                       | Manchild 4/Pick Your Battles [livre + CD]              | Ingénieur |
| 2009  | Shrinebuilder                      | Shrinebuilder                                          | Producteur, ingénieur, synthétiseur                                                                                                   |
| 2009  | Zu                                 | Carboniferous                                          | Producteur, ingénieur |
| 2010  | Red Sparowes                       | The Fear Is Excruciating, But Therein Lies the Answer  | Ingénieur, mixage |
| 2010  | Helmet                             | Seeing Eye Dog                                         | Ingénieur, mixage, production additionnelle                                                                                           |
| 2010  | Melvins                            | The Bride Screamed Murder                              | Ingénieur |
| 2010  | Tweak Bird                         | Tweak Bird                                             | mixage, ingénieur numérique |
| 2011  | Hurry Up Shotgun                   | Hurry Up Shotgun                                       | Producteur, ingénieur |
| 2011  | Big Business                       | Quadruple Single                                       | Producteur, ingénieur |
| 2011  | Melvins                            | Sugar Daddy Live                                       | Ingénieur |
| 2012  | Anywhere                           | Anywhere                                               | Producteur, ingénieur, mixage, claviers                                                                                               |
| 2012  | Indian Handcrafts                  | Civil Disobedience for Losers                          | Producteur, ingénieur, mixage, cris, coach vocal                                                                                      |
| 2012  | Marriages                          | Kitsune                                                | Ingénieur, mixage |
| 2012  | Tweak Bird                         | Undercover Crops                                       | Ingénieur, mixage |
| 2013  | Federation X                       | We Do What We Must                                     | Producteur, ingénieur |
| 2013  | Dumb Numbers                       | Dumb Numbers                                           | Ingénieur, mixage |
| 2013  | Victory and Associates             | Better Luck Next Life                                  | Producteur, ingénieur |
| 2013  | Melvins                            | Everybody Loves Sausages                               | Ingénieur |
| 2013  | Melvins                            | Tres Cabrones                                          | Ingénieur, piano jouet, omnichord |
| 2014  | Melvins                            | Hold It In                                             | Ingénieur |
| 2014  | Hurry Up Shotgun                   | Abracadabraham Lincoln                                 | Producteur, ingénieur |
| 2014  | Qui                                | Life, Water, Living...                                 | Producteur, ingénieur |
| 2014  | Hew Time                           | Hew Time                                               | Producteur, ingénieur |
| 2014  | The Luxembourg Signal              | The Luxembourg Signal                                  | Ingénieur |
| 2014  | Godswounds                         | Death to the Babyboomers                               | Producteur, ingénieur, guitare, claviers, percussion, voix                                                                            |
| 2014  | King Buzzo                         | This Machine Kills Artists                             | Ingénieur |
| 2015  | Indian Handcrafts                  | Creeps                                                 | Producteur, ingénieur, mixage, voix                                                                                                   |
| 2015  | Lieutenant                         | If I Kill This Thing We're All Going to Eat for a Week | Producteur, ingénieur, guitare, mandoline, mellotron, mélodéon, piano, synthétiseur, tambourin, piano jouet, voix (chœurs), wurlitzer |
| 2015  | Leeches of Lore                    | Motel of Infinity                                      | Producteur, ingénieur |
| 2015  | Melvins                            | The Bulls & The Bees/Electroretard                     | Ingénieur |
| 2015  | Conan Neutron & the Secret Friends | The Enemy of Everyone                                  | Producteur, ingénieur, voix, claviers, percussions                                                                                    |
| 2015  | Dead                               | Captains of Industry                                   | Producteur, ingénieur, voix, guitare, bruits                                                                                          |
| 2015  | Dead                               | Captains Of The Void/Captains of Reincarnation         | Producteur, ingénieur, voix, guitare, bruits                                                                                          |
| 2015  | Sons of Huns                       | While Sleeping Stay Awake                              | Ingénieur, mixage |
| 2016  | Melvins                            | Basses Loaded                                          | Producteur, ingénieur |
| 2016  | Helmet                             | Dead to the World                                      | Ingénieur |
| 2016  | Orphan Goggles                     | Meat Face Needs Eyes                                   | Producteur, ingénieur, claviers |
| 2016  | Dumb Numbers                       | II                                                     | Ingénieur |
| 2016  | Mike & the Melvins                 | Three Men and a Baby                                   | Ingénieur, mixage |
| 2016  | Acid King                          | Middle of Nowhere, Centre of Everywhere                | Ingénieur |
| 2016  | Nocturnal Habits                   | New Skin for Old Children                              | Ingénieur |
| 2016  | Conan Neutron & the Secret Friends | The Art of Murder                                      | Producteur, ingénieur, voix, claviers, percussions                                                                                    |
| 2017  | Melvins                            | A Walk with Love & Death                               | Producteur, ingénieur, bruits |
| 2017  | Low Flying Hawks                   | Genkaku                                                | Producteur, ingénieur, mixage, voix, effets vocaux, guitare                                                                           |
| 2017  | Dead                               | We Won't Let You Sleep                                 | Producteur, ingénieur |
| 2017  | Fat Dukes of Fuck                  | A Compendium of Desperation, Morality and Dick Jokes   | Producteur, ingénieur |
| 2017  | Primitive Race                     | Soul Pretender                                         | ingénieur batterie |
| 2017  | Dale Crover                        | The Fickle Finger of Fate                              | Producteur, mixage, voix, guitare, claviers, guimbarde, banjo à archer, compositeur                                                   |
| 2017  | Legend of the Seagullmen           | Shipswreck                                             | Compositeur |
| 2018  | Legend of the Seagullmen           | Legend of the Seagullmen                               | Ingénieur, mixage, compositeur |
| 2018  | Melvins                            | Pinkus Abortion Technician                             | Ingénieur |
| 2018  | Legend of the Seagullmen           | Ballad of the Deep Sea Diver                           | Compositeur |
| 2018  | Legend of the Seagullmen           | The Fogger                                             | Compositeur |
| 2018  | Prism Bitch                        | Prism Bitch ep                                         | Producteur, ingénieur |
| 2018  | All Souls                          | All Souls                                              | Producteur, ingénieur |
| 2018  | Qui                                | Snuh                                                   | Producteur, ingénieur |
| 2019  | Primitive Race                     | Cranial Matter                                         | Ingénieur, ingénieur batterie, enregistrement de batterie, production additionnelle, arrangements, instrumentation, remixage          |
| 2019  | Conan Neutron & the Secret Friends | Protons and Electrons                                  | Producteur, ingénieur, voix, claviers, percussions                                                                                    |
| 2019  | Hurry Up Shotgun                   | This Crystal Vessel                                    | Producteur, ingénieur |
| 2019  | Alright Spider                     | Desolation                                             | Producteur, ingénieur, synthétiseur, thérémine                                                                                        |

## Membres
Il est membre des groupes :
- Big Business : guitare, claviers, chœurs
- Altamont : guitare, piano, orgue
- Lieutenant (avec Nate Mendel) : guitare, claviers
- The Dale Crover Band : claviers, banjo, ukulélé, voix
- Plan D